# 烏利亞尼夫卡 (日托米爾區)
50°15′32″N 28°21′39″E / 50.25889°N 28.36083°E
烏利亞尼夫卡（烏克蘭語：Улянівка），是烏克蘭北部的村莊，隸屬日托米爾州的日托米爾區。該村面積1.11平方公里，海拔高度236米，2001年人口304，人口密度每平方公里274.12人。